# 小石の岡
もしかして
- 小石の丘

ではありませんか？